# 1813 en France
Chronologie de la France
- 1809
- 1810
- 1811
- 1812
- 1813
- 1814
- 1815
- 1816
- 1817

Cette page concerne l’année 1813 du calendrier grégorien.

## Événements
- 11 janvier : sénatus-consulte de mobilisation de 200 000 hommes pris sur les conscriptions de 1807 à 1812 et de 150 000 hommes de la conscription de 1814[1].
- 13 janvier : Murat abandonne son commandement ; il quitte la Grande Armée pour rentrer à Naples[2].

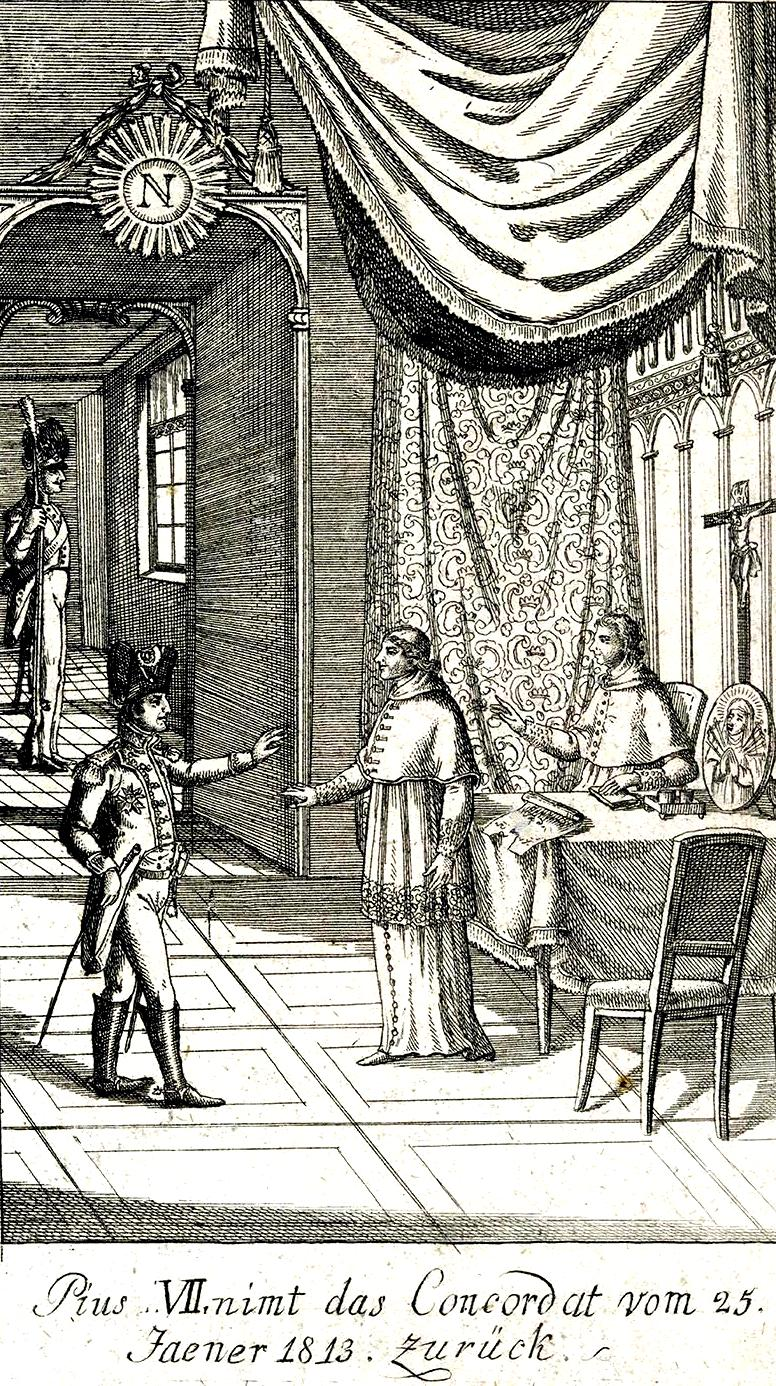
19-25 janvier : entrevue de Fontainebleau.

- 13 février : concordat de Fontainebleau promulgué à la suite de l’entrevue du 19-25 janvier. Le texte prévoit qu’en cas de refus d’institution canonique par le pape, le métropolitain du siège épiscopal à pourvoir pourrait le conférer après un délai de 6 mois[3].

- 16 mars : la Prusse déclare la guerre à la France[4].
- 24 mars : rétractation de sa signature du concordat de Fontainebleau par le pape Pie VII.

- 3 avril : sénatus-consulte sur la levée de 10 000 gardes d'honneur, de 80 000 hommes pris sur les classes de 1807 à 1812 et de 90 000 hommes sur la conscription de 1814[1].

- 1er - 2 mai : victoire française de Lützen contre les Prusso-Russes[2].
- 20 - 21 mai : victoire française à Bautzen, sur les troupes russo-prussiennes commandées par le maréchal Wittgenstein[2].
- 20 - 23 mai : panique boursière à Paris provoquée par les réquisitions massives de chevaux faites pour l'armée[5].

- 21 juin : bataille de Vitoria : perte de l'Espagne[6].

- 10 août : Sixième Coalition ; le 12 août l'Autriche déclare la guerre à la France[2].
- 24 août : sénatus-consulte sur la levée de 30 000 hommes les classes de 1814, 1813, 1812 et années antérieures[1].

- 9 octobre : sénatus-consulte qui autorise la levée par anticipation de 160 000 hommes au titre de la conscription de 1815 (les Marie-Louise), et de 120 000 des classes 1803 à 1814[1].

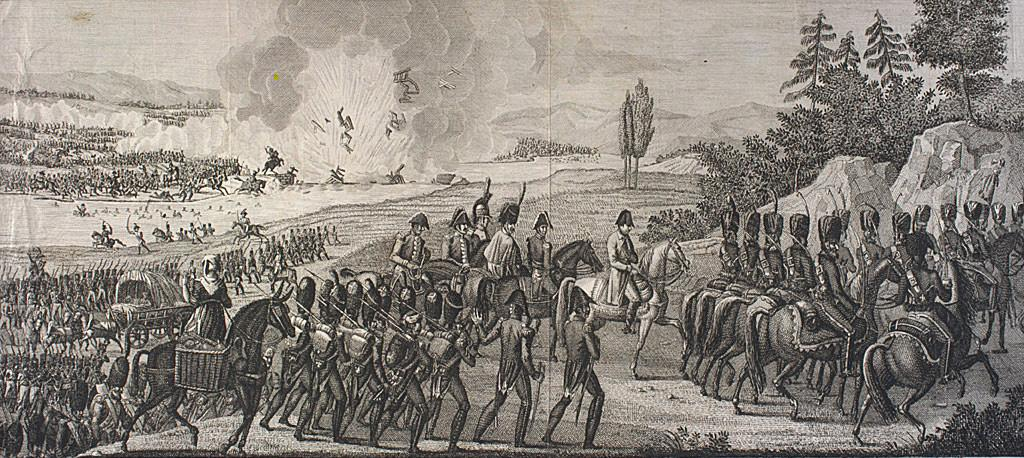
La retraite de Napoléon après les combats de Leipzig.

- 16 - 19 octobre : bataille de Leipzig ; perte de l'Allemagne[2].
- 9 novembre :
  - Napoléon arrive à Saint-Cloud[7].
  - proposition de Francfort ; les Alliés proposent à Napoléon via Saint-Aignan une paix générale avec pour conditions de revenir aux frontières naturelles (Rhin, Alpes, Pyrénées). Napoléon propose l’ouverture d’un congrès pour la paix à Mannheim[8].

- 16 novembre : perte des départements des Pays-Bas[9].
- 23 novembre : première de Nina, ou la folle par amour, ballet pantomime en deux actes de Milon, musique de Persuis, avec Émilie Bigottini, en présence de l'empereur et de l'Impératrice[10].

- 4 décembre : déclaration de Francfort, datée du 2 décembre. Les Alliés déclarent qu’ils ne font pas la guerre à la France, mais à Napoléon[9].
- 17 décembre : un décret mobilise 190 000 gardes nationaux pour la garde des places de guerre[1].
- 21 décembre : les troupes Autrichiennes et Bavaroises entrent en Alsace[11]. Ces dernières mettent le siège devant Huningue défendu par les troupes du colonel Jean-Hugues Chancel jusqu'au 15 avril 1814.
- 29 décembre : lecture du à huis clos du rapport Lainé[12] condamnant la politique extérieure de l'empereur et réclamant la « garantie de la liberté, de la sûreté, de la propriété et du libre exercice des droits politiques » ; il est adopté par le Corps législatif le 30 décembre avec 223 voix contre 31. Devant ce réveil des assemblées parlementaires, Napoléon décide d'ajourner le Corps législatif[13].